# 感驮岩遗址

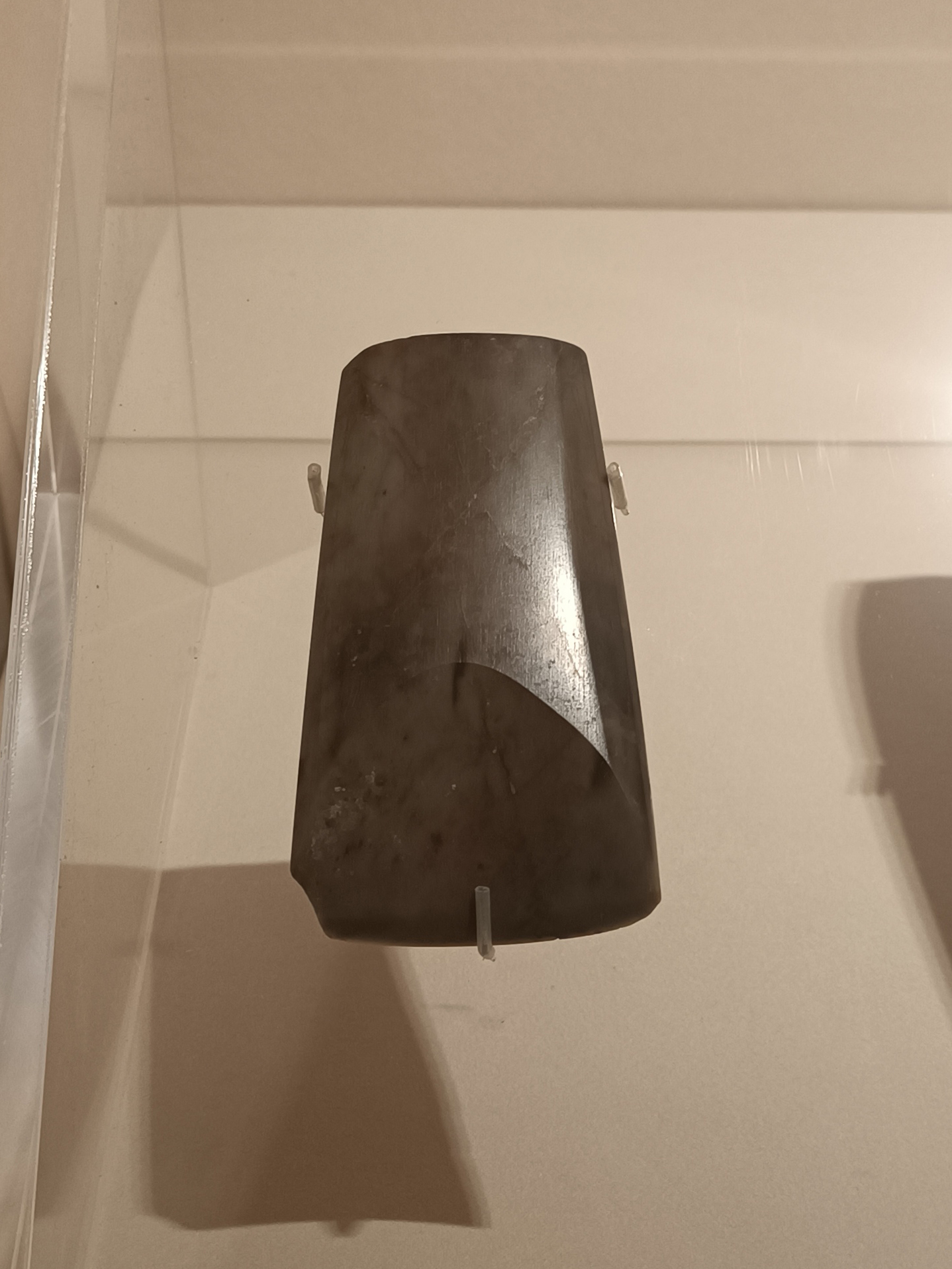
玉锛（凿），新石器时代，广西壮族自治区博物馆藏

感馱岩遺址是位於中國廣西那坡縣後龍山的新石器時代遺址，面積約1200平方米，保存較好的文化堆積約400平方米，2006年5月25日列為第六批全國重點文物保護單位。
感馱岩遺址發現於上世紀50年代末，1997年8月至2000年9月，廣西文物工作隊和廣西壯族自治區博物館對該遺址進行發掘，發現墓葬三座、灰坑一個、用火遺蹟多處，完整的陶、石、骨、蚌、鐵器千餘件。感馱岩遺址的文化遺存可分為新石器時代晚期、青銅時代、鐵器時代。出土的牙璋、炭化粟等在廣西考古中是首次發現，證明感馱岩遺址與中原地區有比較密切的聯繫，也為越南北部馮原文化牙璋的來源提供了線索。